# Leo Küppers
Leo Küppers (* 8. Mai 1880 in Wassenberg, Kreis Heinsberg; † 12. Juli 1946 in Düsseldorf) war ein deutscher Genre-, Interieur- und Stilllebenmaler der Düsseldorfer Schule.

## Leben
Küppers wuchs als Sohn eines Schuhmachers in Wassenberg auf, einer durch Heimweberei, Landwirtschaft und Handwerk geprägten Kleinstadt an der Grenze zu den Niederlanden. Mit 17 Jahren wurde er Schüler der Kunstgewerbeschule Düsseldorf, um sich zum Zeichenlehrer ausbilden zu lassen. In den Ferien arbeitete er als Kirchen- und Theatermaler in Düsseldorf, Dresden und Thüringen. Mit 21 Jahren wurde er Student der Großherzoglich Badischen Kunstschule Karlsruhe. Anschließend wechselte er auf die Königliche Akademie der Bildenden Künste München, um bei Martin Feuerstein christliche Kunst zu studieren, dann auf die Kunstakademie Düsseldorf, wo er Schüler von Peter Janssen dem Älteren und Eduard von Gebhardt wurde. Sein Studium beendete er 1921 in Düsseldorf. Während der Semesterferien schuf er Kreuzweg-Bilder und andere religiöse Kunst.
Studienreisen führten ihn nach Belgien und in die Niederlande, insbesondere zum Rijksmuseum Amsterdam und ins Mauritshuis zu Den Haag. 1910 hielt er sich für längere Zeit in Paris auf. Bei einem Wettbewerb gewann er 1912 einen großen Staatspreis. Als er 1914 wieder in Paris weilte, überraschte ihn der Ausbruch des Ersten Weltkriegs, an dem er als Freiwilliger teilnahm. Nach dem Krieg heiratete er am 24. September 1919 Klara, geborene Ollig, und siedelte er sich wieder in Düsseldorf an. Erneut unternahm er eine Reihe von Studienreisen ins europäische Ausland, in die Niederlande, nach Österreich (Wien) und nach Italien (Rom, Neapel, Venedig). Sein Atelier etablierte er an der Sternstraße im Düsseldorfer Stadtteil Pempelfort.
Seit 1915 Mitglied des Künstlervereins Malkasten beteiligte er sich 1924 mit Carl Plückebaum an der Inszenierung des Tableau vivant Die Weinprobe nach dem gleichnamigen Motiv von Johann Peter Hasenclever.
Mit seinen Genregemälden schuf Küppers ein traditionelles, behagliches Bild seiner niederrheinischen Heimat mit einfachen Menschen in ländlichem und kleinstädtischem Milieu. Die Menschen schilderte er in ihrem geruhsamen Leben bei alltäglichen Verrichtungen. Abbildungen davon gelangten in Westermanns Monatshefte, in die Leipziger Illustrirte Zeitung und in Velhagen & Klasings Hefte. Seine Bilder baute er in glatten, einheitlichen Farbflächen auf. In Komposition, brauntonigem Kolorit und effektvoller Lichtführung erinnern sie an die holländische Genremalerei des 17. Jahrhunderts. In den 1930er und 1940er Jahren gehörte Küppers zu den gefragtesten Genremalern der Düsseldorfer Schule. Mit dem Bild Niederrheinische Küche bei Emmerich war er 1942 in der Großen Deutschen Kunstausstellung vertreten.